# Richard Webber
Richard Webber es un personaje de ficción de la serie Grey's Anatomy de ABC interpretado por James Pickens Jr.

## Vida

### Primeros años
Richard Webber nació en 1954, el mayor de tres hijos. Sus hermanos son el ex-propietario de una ferretería Chris Webber, y una hermana menor no identificada. Su madre era profesora de música y ex recepcionista Gail Webber, que tocaba el violonchelo. Gail (nacida en 1918) murió a los 46 años, cuando Richard tenía diez, alrededor de 1964. Richard no está cerca de sus hermanos menores; creen que él piensa que es mejor que ellos porque es médico. No se sabe qué inspiró a Webber a convertirse en médico o cirujano. Se graduó de la Universidad del Noroeste en Illinois

### Vida personal
Richard se casó con Adele (Loretta Devine) el 14 de febrero de 1979. Durante su residencia en el Seattle Grace, tuvo un romance con la madre de Meredith, Ellis Grey, aunque ambos estaban casados con otras personas. Aunque Ellis dejó a su esposo, Richard no se atrevió a dejar a su esposa, Adele. Confesó en un episodio posterior que terminó la aventura porque creía que Ellis se merecía algo mejor y que tenía demasiado equipaje. Sin embargo, en la temporada 11, Webber le admite a Meredith que su ego simplemente estaba celoso del éxito de Ellis como cirujano, razón por la cual terminó la aventura. Después de completar su residencia, Richard dejó Seattle Grace para completar su beca.

## Historia

### Primera temporada
La primera temporada, el programa quirúrgico se presenta como uno de los mejores de los Estados Unidos. Más adelante en la serie, su esposa Adele le pide que se retire, obligándolo a elegir entre su carrera y su matrimonio. Intenta esquivarlo, pero Adele, cansada de esperar, elige y lo deja. Se muda y duerme en su oficina por un corto tiempo. Desde que se enteró de la enfermedad de Ellis Grey, Richard comenzó a visitarla regularmente, pero al decidir intentar una reconciliación con Adele, se da cuenta de que ya no puede continuar con su relación emocional con Ellis. Intenta arreglar las cosas con su esposa, pero se sorprende al descubrir que aparentemente se ha mudado a otra persona. Mientras tanto, Richard hace planes para jubilarse y debe nombrar a su sucesor. Primero pensó en recomendar al Dr. Preston Burke (Isaiah Washington) como su sucesor, pero después de que salió a la luz el secreto del temblor y el encubrimiento de Burke, ese plan quedó en suspenso. Sin embargo, le informa a la junta del hospital sobre su retiro, pero aún no ha nombrado a su sucesor; El Dr. Derek Shepherd (Patrick Dempsey), Preston, la Dra. Addison Montgomery (Kate Walsh) y el Dr. Mark Sloan (Eric Dane) claman ansiosamente por el puesto. Richard finalmente elige a Derek, pero Derek le dice a Richard que debe seguir siendo el jefe.

### Tercera temporada
Adele ingresa en el hospital y se descubre que está embarazada a los 52 años. Aunque cree que el padre es el hombre que Adele insinuó que vería meses antes, Richard permanece al lado de Adele mientras la trata. Sin embargo, debido a complicaciones, pierde al bebé. Adele luego le admite a Richard que el bebé, que era un niño, en realidad era suyo. Al final de la tercera temporada, Richard y Adele deciden darle otra oportunidad a su matrimonio.

### Cuarta temporada
Richard y Adele declaran que su trabajo es la razón por la que su matrimonio fracasó y se separó. En consecuencia, se muda con su amigo Derek Shepherd a su casa rodante e intenta reparar su vida como divorciado por el resto de la temporada hasta que, al final, reafirma su buena reputación ante su esposa y la recupera.

### Quinta temporada
Richard comienza a lidiar con el hecho de que la clasificación del programa quirúrgico del Seattle Grace ha estado sufriendo. Decidido a reparar la reputación de su hospital, se ha decidido a hacer cumplir una nueva serie de normas hospitalarias más estrictas. Sumado a su nuevo comportamiento, parece estar cada vez más agitado por la presencia de Meredith Grey (Ellen Pompeo) en su vida, ya que ella es un recordatorio para él de todos los errores que ha cometido a lo largo de los años. En el transcurso de la temporada, se resiente de su aprendiz en Cirugía General, la decisión de la Dra. Miranda Bailey (Chandra Wilson) de dejar el programa de Cirugía General para embarcarse en una beca en Cirugía Pediátrica e intenta evitarlo de cualquier manera posible; él le da una carta de recomendación poco inspiradora y compra un robot quirúrgico para Cirugía General para "atraer" a la Dra. Bailey de regreso al programa. Sin embargo, cuando finalmente acepta la elección de la Dra. Bailey, ella le confía al jefe que su esposo le ha dado un ultimátum: si acepta la beca en pediatría, se divorciará de ella. La Dra. Bailey le dice al Jefe que ha decidido que ella misma dejará a su esposo, pero que aún no puede tomar la beca de Pediatría porque ahora será madre soltera.

### Sexta temporada
Él ha estado bajo mucho estrés. En el episodio "New history", muchos de sus colegas creen que está teniendo una aventura debido a sus extrañas decisiones y errores últimamente, pero al final del episodio se revela que el jefe ha vuelto a beber. Al principio, le dice a Meredith, a quien ha tomado bajo su protección para ayudarla a aprender nuevas habilidades, que no era alcohólico, sino que estaba en un estado de depresión, y prometió que su ponche de huevo en Navidad sería su último trago. Sin embargo, Meredith lo descubre en el bar muy borracho, demostrando que efectivamente ha recaído. Derek y la junta le dieron la opción de jubilarse antes de tiempo o ingresar a un programa de rehabilitación donde recibiría ayuda para su consumo de alcohol y posiblemente recuperaría su trabajo. Richard contempló tirar su carrera por la borda, lo que provocó que él y Derek se pelearan a gritos. Más tarde le entregó a Derek los papeles aceptando ingresar a rehabilitación. Después de la rehabilitación, Richard regresa como asistente de Cirugía General y realiza una cirugía despierto en Harper Avery. El día del tiroteo, ingresa al hospital en contra de las órdenes de la policía y presumiblemente convence a Gary Clarke de que se dispare.
Después del tiroteo, Derek renuncia impulsivamente como Jefe y Richard es reintegrado. Parece que su esposa Adele está comenzando a mostrar los primeros síntomas de la enfermedad de Alzheimer y comienza un ensayo clínico de diabetes basado en los diarios de Ellis. Cuando le pide a Meredith que sea parte de su juicio, ella se niega y se une al juicio de Derek sobre el Alzheimer. Adele luego recibe un lugar en el juicio de Derek. Durante el juicio, Meredith manipula los medicamentos para que Adele no reciba el placebo. Después de que se revela la verdad, lo que hace que Meredith pierda su trabajo, Richard asume la culpa y renuncia como jefe de cirugía para protegerla, siendo reemplazado por el Dr. Owen Hunt (Kevin McKidd). A medida que la condición de Adele se deteriora, Richard se ve obligado a internarla en Rose Ridge. Catherine Avery (Debbie Allen) llega a Seattle y se interesa por Richard, pero él rechaza sus avances porque es un hombre casado. Sin embargo, al descubrir que Adele, que ya no lo reconoce, ha iniciado una relación con un hombre nuevo en Rose Ridge, la deja ir. 

### Octava temporada
Richard y Catherine se encuentran en el hotel donde se hospedan mientras están en San Francisco para servir como examinadores de las juntas y tener una aventura de una noche. Sin embargo, el hijo de Catherine, Jackson (Jesse Williams), que también estuvo allí para tomar sus tablas y trabajó con Richard en Seattle Grace Mercy West, se horroriza después de enterarse de la relación.

### Novena temporada
Mientras se dirigía a la boda de Bailey, Richard recibe una llamada telefónica que le informa que han llevado a Adele al hospital. Bailey y Meredith realizan una cirugía de emergencia, que resultó exitosa. Sin embargo, se revela que Adele murió de un infarto mientras se recuperaba en la UCI. Más tarde se embarca en una relación con Catherine.
Una tormenta golpea el hospital y crea un corte de energía. Después de operar un caso anterior de Bailey, entra en la sala eléctrica y encuentra al hombre que estaba a cargo de los generadores tirado en el suelo. Lo envía a un quirófano y se queda en la habitación para restaurar la energía, pero aparentemente se electrocuta.

### Décima temporada
Richard dice que sus padres estaban allí en la ceremonia de su bata blanca. Cuando se electrocuta, pero temporadas después, explica cómo murió su madre cuando él era más joven.
Richard se recupera lentamente de sus lesiones eléctricas después de poner a Meredith como su apoderada legal. Richard regresa al trabajo y recibe un paquete de jubilación de Hunt en su cumpleaños. Richard acepta una oferta para convertirse en el jefe del programa de residencia que asesora a los residentes. Continúa su relación con Catherine y planea proponerle matrimonio. Richard conversa con la Dra. Maggie Pierce (Kelly McCreary) después de su primer día en Gray Sloan Memorial, quien dice que fue surrealista trabajar en un lugar que comparte el nombre de Ellis Grey, su madre biológica. Maggie tiene un parecido sorprendente con Richard, lo que significa que él es su padre.

### Undécima temporada
Se revela a través de momentos de flashbacks de Meredith que Maggie es, de hecho, la hija de Richard, y que Ellis la abandonó por vergüenza y depresión. Al descubrir la verdad, Richard no le cuenta la noticia a Maggie de inmediato por temor a que Maggie lo rechace y lo culpe por dejarla. Esto hace que Richard actúe de manera extraña a su alrededor, lo que hace que Miranda Bailey se pregunte si se está acostando con ella, Richard corrigiéndola por este error hace que otros miembros del personal descubran la verdad antes que Maggie. Después de que se revela la verdad, Maggie está enojada con Richard y lo ignora y lo rechaza por un tiempo. Más tarde, se ve que la pareja se ha unido y ahora son amigos, con Richard y Meredith compartiendo historias con Maggie sobre Ellis.
En el episodio de la temporada 13 "The Room Where It Happens", cuando se lleva a un paciente al quirófano, donde Meredith, Hunt y Edwards están esperando, Webber aparece para ayudarlo después de haber dormido la siesta todo el día. Webber quiere que se le dé un nombre al paciente, elige a Gail, una violonchelista y profesora de música. Durante el episodio, cada uno de los médicos tiene un flashback de un trágico incidente de su pasado. Nos enteramos cerca del final del episodio, Gail era la madre de Webber, que tenía cáncer de páncreas avanzado y murió cuando él tenía diez años.

### Decimosexta temporada
Webber volvió a enfermarse, pero recibió tratamiento.

### Decimoséptima temporada
Webber regresa al trabajo después de recibir tratamiento para su enfermedad en consecuencia, volver a trabajar en medio de la Pandemia de COVID-19. Meredith le da a Webber su poder notarial después de contraer el virus, y él toma la decisión de ponerla en un ventilador.
- Datos: Q2718264